# 원격 작업 입력
원격 작업 입력(遠隔作業入力, remote job entry, RJE, 리모트 잡 엔트리) 또는 원단 작업 입력(遠端作業入力)은 원격 워크스테이션으로부터 메인프레임 컴퓨터로 데이터 처리 작업을 위한 요청을 보내는 절차로, 더 나아가 이러한 작업들로부터의 출력물을 원격 워크스테이션에서 수신하는 한 과정이기도 하다.
RJE 워크스테이션은 리모트(remote)라고 하는데, 그 이유는 호스트 컴퓨터와는 위치적으로 어느 정도 거리가 있기 때문이다. 워크스테이션은 모뎀이나 근거리 통신망(LAN)을 통해 호스트에 연결된다. 오늘날 이것을 클라이언트-서버 모델이라고 하며 RJE는 초기 형태의 요청-응답 구조이다.

## 예
원격 작업 입력(RJE)은 RJE 서비스를 제공하였던 OS/360 구성 요소의 이름이기도 하다. RJE 워크스테이션 조작자는 로컬 구성과 정책에 따라서 워크스테이션과 메인프레임 간의 잡 플로를 콘솔로써 완전히 통제한다.
대화식 원격 작업 입력(Conversational Remote Job Entry, CRJE)는 OS/360과 OS/VS1의 구성 요소의 하나로, 상호작용 터미널에서 사용자를 위한 작업 제출, 작업 검색 및 편집을 제공한다.